# 정의한 (농구인)
정의한(1984년 7월 19일 ~ )은 대한민국의 전직 남자 농구 선수이다. 선수 시절 포지션은 포인트 가드였다.

## 학교
- 매산초등학교
- 삼일중학교
- 삼일상업고등학교
- 고려대학교

## 선수 경력
매산초등학교, 삼일중학교, 삼일상업고등학교를 졸업하고 고려대학교에 입학했다. 고려대학교 재학 시절에는 식스맨으로 활약했으며 특히 2005년에 열린 제42회 원주시장배 전국대학농구 1차 연맹전 결승전에서는 라이벌 연세대학교를 누르고 우승을 차지하는 데에 공헌했다.
고려대학교 졸업 이후에 실시된 2007년 KBL 신인 드래프트에서는 10개 구단 모두 그를 외면하면서 지명받지 못했다. 2007년 6월에 원주 동부 프로미로부터 수련 선수 자격으로 입단했지만 주전 경쟁에서 밀려 4경기 밖에 출전하지 못했고 2007년 12월에 전주 KCC 이지스로 이적했다. 2008-09 한국프로농구 시즌에서는 팀의 챔피언 결정전 우승을, 2009-10 한국프로농구 시즌에서는 팀의 챔피언 결정전 준우승에 공헌했다.
2010년에 상무 농구단에 입대하면서 군 복무를 경험했다. 2012년에 전주 KCC 이지스로 복귀했지만 부상과 주전 경쟁 열세로 인해 출전 기회가 적었다. 2014년에는 한국프로농구의 2군 리그에 해당하는 KBL D리그로 밀려났고 2016년에 농구 선수 생활에서 은퇴하게 된다. 은퇴 이후에는 광주광역시 동구 충장로에서 자신의 현역 시절 등번호였던 5번을 딴 떡볶이 가게인 '오군떡볶이'를 운영하고 있다.